# Avion de cercetare și alarmare îndepărtată

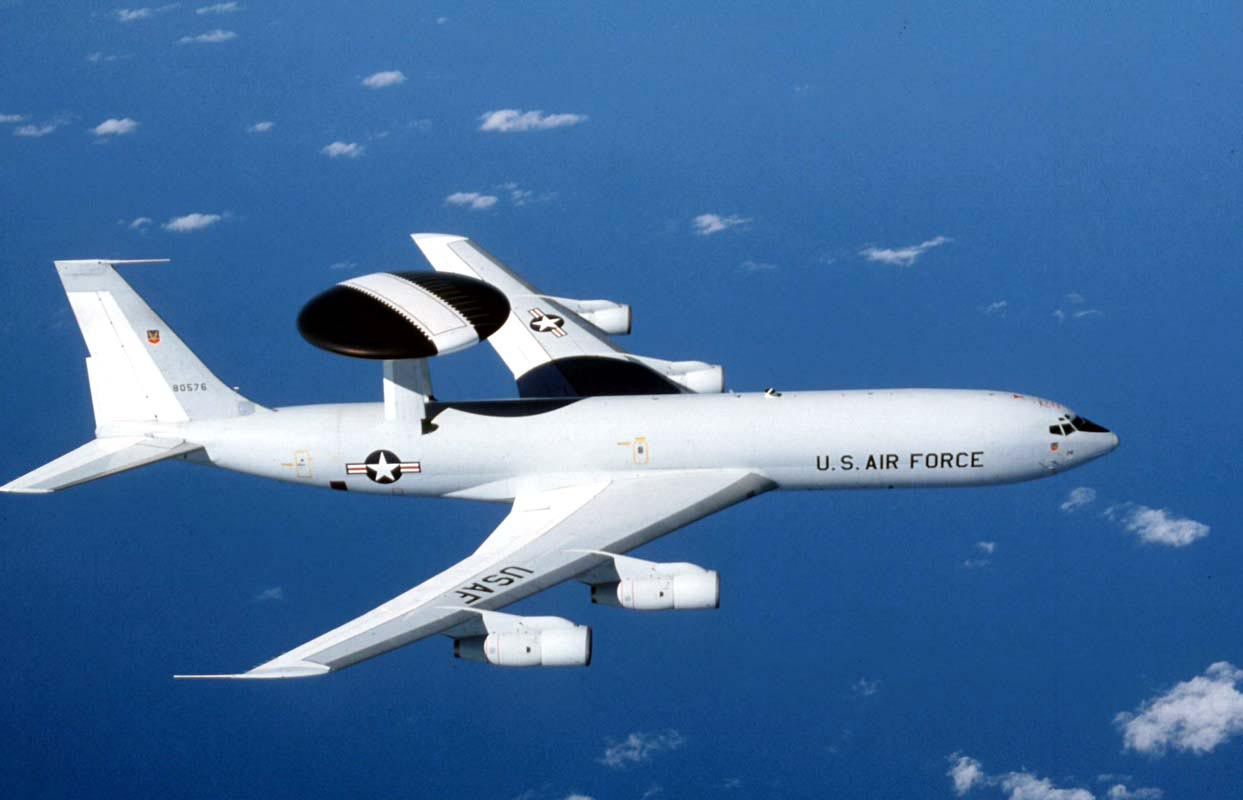
E-3 Sentry AWACS al USAF

Un avion de cercetare și alarmare îndepărtată în limba engleză: Airborne Early Warning and Control (AEW&C) este o platformă radar aeropurtată puternică, destinată să detecteze avioane, nave și vehicule la mare distanță și să controleze spațiul de luptă comandând atacuri terestre efectuate de avioane de atac la sol sau să trimită în zonă avioane de vânătoare.
Aceste sisteme se folosesc și pentru supraveghere, incluzând:
- ținerea sub observație a unor ținte
- comandă și control
- sau managementul bătăliei.

Sistemele  AEW&C moderne pot detecta un avion de la o distanță de 400 km, în afara razei rachetelor sol-aer. Un astfel de avion poate controla o suprafață de 312,000 km2. Trei astfel de avioane pot acoperi controlul întregii Europe Centrale.
Raza de acțiune a acestor avioane poate fi extinsă cu avioane de patrulare prietene care pot comunica cu avioanele AEW&C. Folosindu-și propriile radare, permit ca avioanele AEW&C să rămână invizibile radar.

## Lista tipurilor de aeronave AEW&C
Avioane
- Antonov An-71
- Avro Shackleton AEW.2
- Beriev A-50 Shmel
- Boeing 737 AEW&C
- Boeing B-29 AEW
- Boeing E-3 Sentry AWACS
- Boeing E-767
- Boeing PB-1W Flying Fortress
- British Aerospace Nimrod AEW3
- Britten-Norman AEW Defender
- Douglas AD-3W/4W/5W Skyraider
- EADS CASA C-295 AEW
- Embraer R-99A/E-99/EMB 145 AEW&C
- Fairey Gannet AEW.3
- Grumman AF-2W Guardian
- Grumman E-1 Tracer
- Grumman E-2 Hawkeye
- Grumman TBM-3W Avenger
- Gulfstream G550

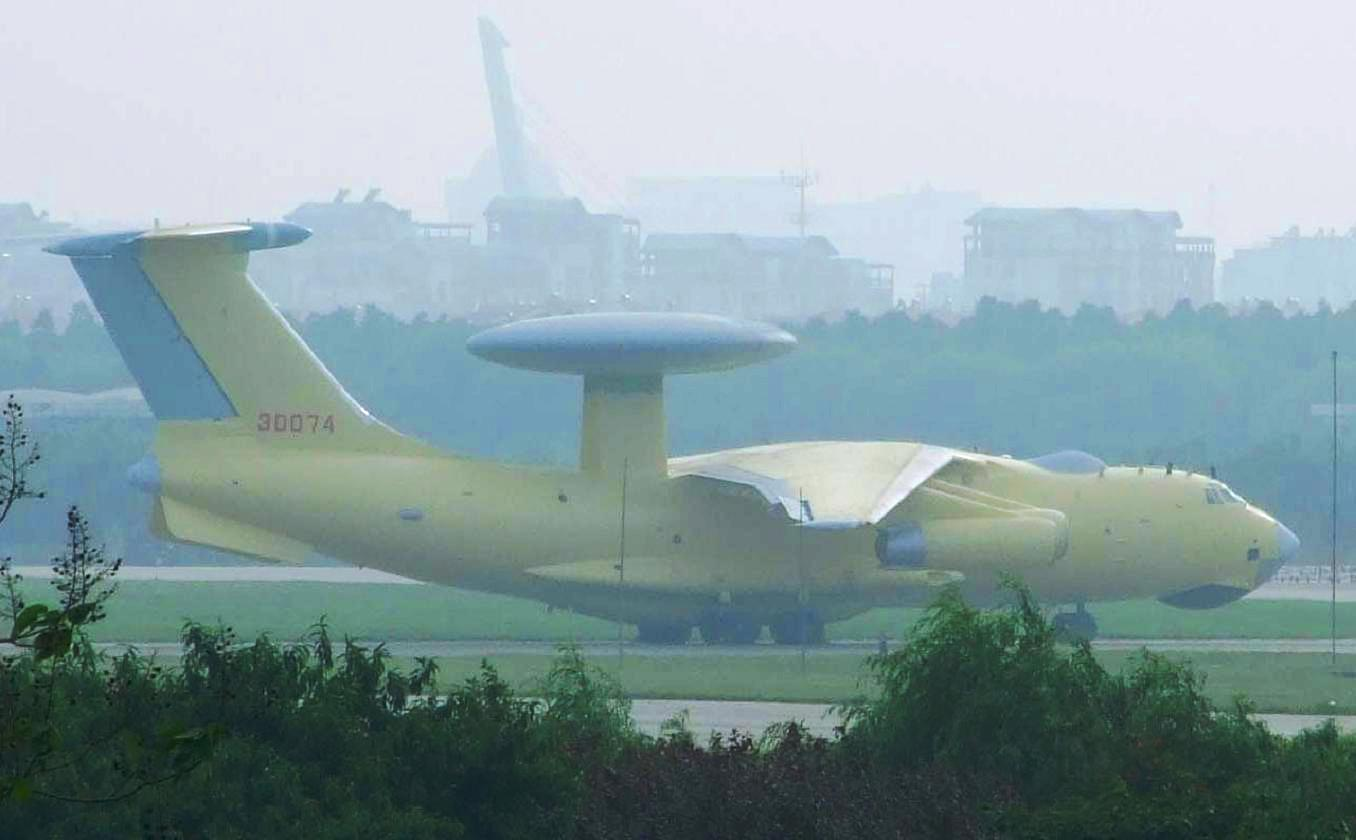
KJ-2000 de producţie sovietică

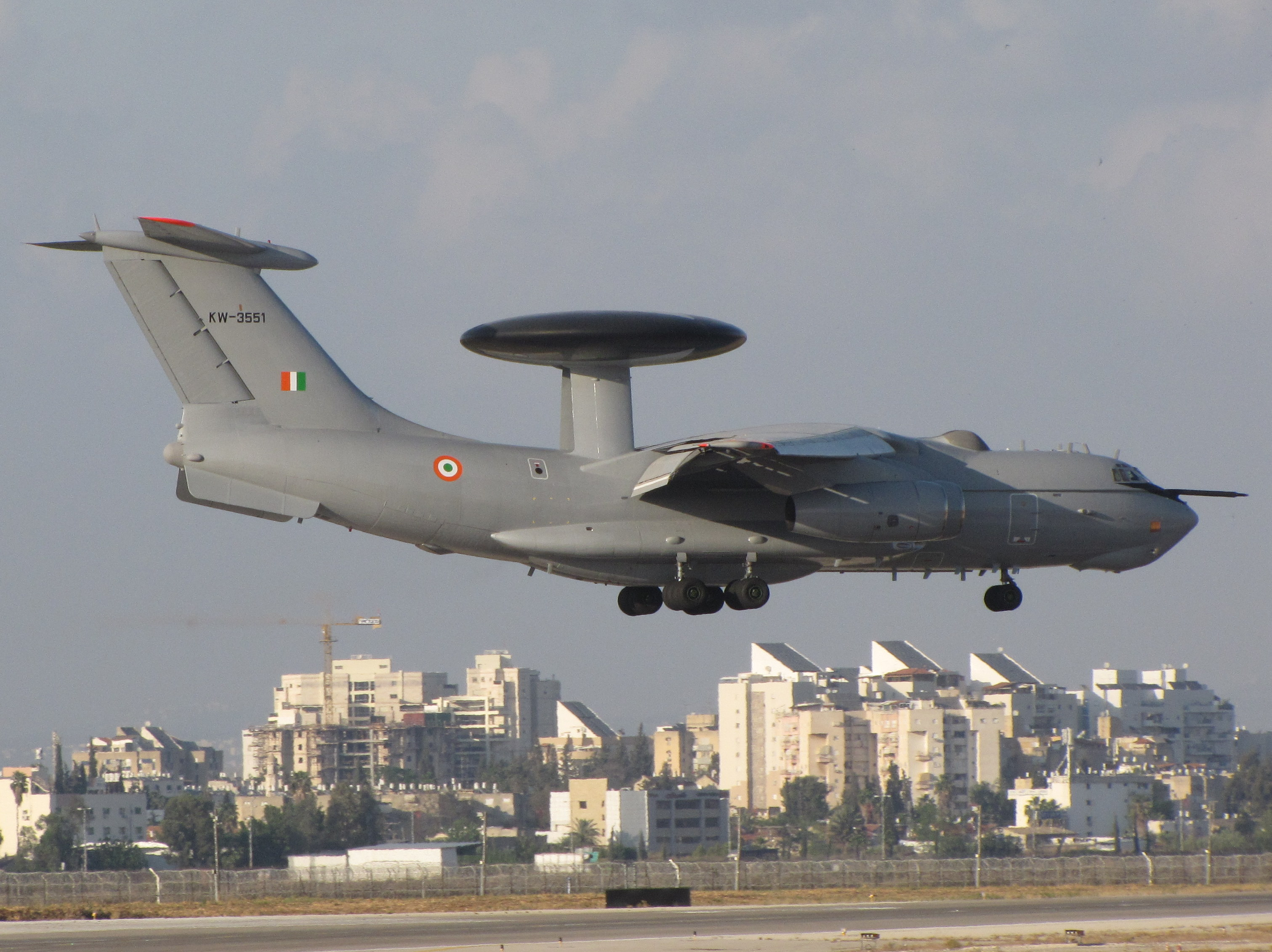
Beriev A-50 AEW&C sovietic

- HAL 748 Airborne Surveillance Platform
- HESA IrAn-140
- IAI Eitam
- KJ-1 AEWC
- KJ-200
- KJ-2000
- Lockheed EC-121 Warning Star/PO-2W/WV-2
- Lockheed EC-130V Hercules
- Lockheed P-3 AEW&C
- Saab 340 AEW&C (S 100 B/D Argus)
- Saab 2000 AEW&C
- Shaanxi Y-8 AWACS/Y-8J AEW/ZDK-03 AEW&C
- Tupolev Tu-126
- Vickers Wellington "Air Controlled Interception"[1]
- Xian Y-7 AWACS

Elicoptere
- AgustaWestland EH101
- Changhe Z-8AEW
- Kamov Ka-31
- Mil Mi-17Z-2 AEW
- Sikorsky SH-3H AEW
- Sikorsky HR2S-1W

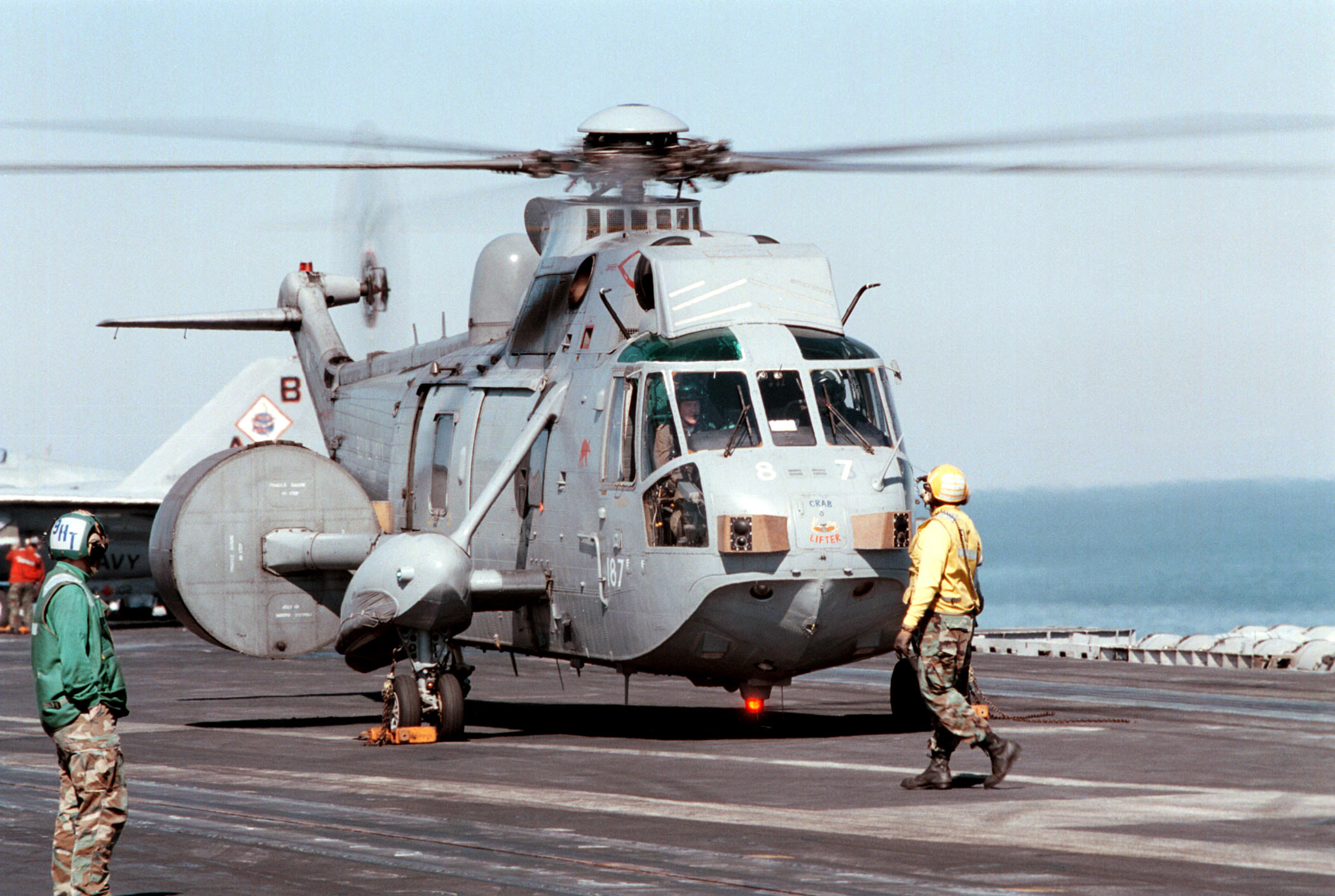
Sea King britanic

- Westland Sea King AEW.2 / AEW5 / ASaC7